# Белайчхари
Белайчхари (бенг. বিলাইছড়ি, англ. Belaichhari) — город на юго-востоке Бангладеш, административный центр одноимённого подокруга. Площадь города равна 10,36 км². По данным переписи 2001 года, в городе проживало 1841 человек, из которых мужчины составляли 59,09 %, женщины — соответственно 40,91 %. Плотность населения равнялась 178 чел. на 1 км². Уровень грамотности населения составлял 45,9 % (при среднем по Бангладеш показателе 43,1 %). 